# Catephia discistriga
Catephia discistriga är en fjärilsart som beskrevs av Walker 1857. Catephia discistriga ingår i släktet Catephia och familjen nattflyn. Inga underarter finns listade i Catalogue of Life.